# Carole Costa
Carole da Silva Costa (Braga, Portugal; 3 de mayo de 1990) es una futbolista portuguesa. Juega como defensa en el Benfica del Campeonato Nacional de Portugal.
Hizo su primera aparición internacional en 2006 y desde el 2010 forma parte de la Selección femenina de fútbol de Portugal, representando a su país en más de 120 partidos.

## Trayectoria
Estudió ciencias del deporte en Portugal. Dejó sus estudios después de que le ofrecieran jugar como futbolista profesional en Alemania.
Llegó al SG Essen para disputar la temporada 2010-11 de la Bundesliga Femenina por recomendación de Ana Leite. Antes de esto, jugó para los clubes de primera división de Portugal CP Martim y Leixões SC. En el Essen, jugó 42 partidos y marcó un gol. En 2013, se unió al FCR 2001 Duisburg y cuando el club se disolvió poco tiempo después, pasó a formar parte del MSV Duisburg en enero de 2014. El 5 de junio de 2015, anunció su traslado al BV Cloppenburg de la segunda división de Alemania. En dos temporadas, jugó 42 partidos y anotó 10 goles. Firmó con el Sporting de Lisboa el 6 de junio de 2017, equipo con el que ganó la Supertaça en 2017, junto con la Taça de Portugal y el Campeonato Nacional en 2018.

## Estadísticas

### Clubes
| Club               | País     | Año             |
| ------------------ | -------- | --------------- |
| CP Martim          | Portugal | 2007 - 2009     |
| Leixões SC         | Portugal | 2009 - 2010     |
| SGS Essen          | Alemania | 2010 - 2013     |
| FCR 2001 Duisburg  | Alemania | 2013            |
| MSV Duisburgo      | Alemania | 2014 - 2015     |
| BV Cloppenburg     | Alemania | 2015 - 2017     |
| Sporting de Lisboa | Portugal | 2017 - 2020     |
| Benfica            | Portugal | 2020 - presente |

## Palmarés

### Títulos nacionales
| Título                | Club               | País     | Año  |
| --------------------- | ------------------ | -------- | ---- |
| Supertaça de Portugal | Sporting de Lisboa | Portugal | 2017 |
| Taça de Portugal      | Sporting de Lisboa | Portugal | 2018 |
| Campeonato Nacional   | Sporting de Lisboa | Portugal | 2018 |